# Biblioteca diocesana de Tunis
La Biblioteca diocésaine de Tunis o Biblioteca de les ciències religioses de Tunis és una biblioteca ubicada a Tunis. Depenent de l'arxidiòcesi de Tunis i és especialitzada en la ciència de les religions, amb l'objectiu de facilitar el diàleg entre religions i cultures.

## Localització
Està ubicada al carrer Sidi Saber, al centre de la médina de Tunis, ocupant els baixos de l'antiga escola privada catòlic Sant-Joseph de les Germanes de Sant Josep de l'Aparició.

## Història
Després de la clausura de l'escola de les Germanes l'any 1999, l'arquebisbe de Tunis, Fouad Twal confia al pare Francisco Donayre de la societat dels Pares blancs el projecte d'una biblioteca de les ciències religioses que, després d'un període de restauració de la finca, va obrir les portes el gener de 2001. La seva configuració actual data de 2003.

## Fons

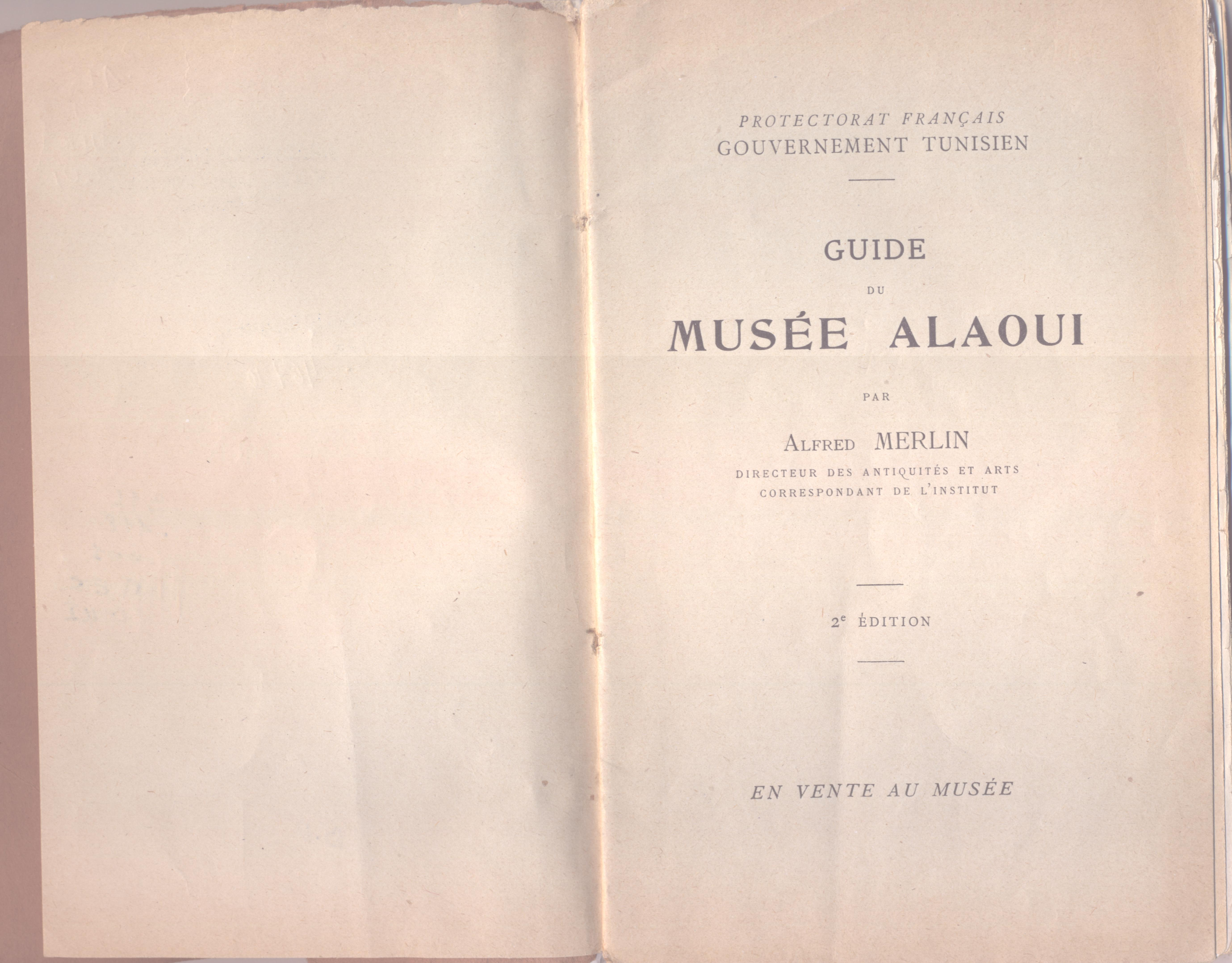
Guia del museu Alaoui publicada per Alfred Merlin el 1915

La biblioteca diocesana de Tunis conserva més de 50.000 volums tractant de cultura tunissina, de ciències humanes però sobretot de ciències religioses, des de l'Antiguitat als nostres dies.
El fons inicial incloïa els llibres de l'antic gran seminari de Tunis (tancat l'any 1964 i cedit a l'Estat per esdevenir l'Escola nacional d'administració) i de l'herència de la biblioteca privada d'un sacerdot que va ensenyar durant molt de temps a Tunis, l'abat Jean-Marie Guillemaud. La biblioteca continua ampliant els seus fons, especialitzant-se en ciències religioses.
El fons és multilingüe: s'hi troben llibres i documents en àrab així com en diverses llengües modernes europees on en llengües clàssiques (grec, llatí i hébreu), en relació amb principalment les grans religions monoteistes (cristianisme, islam i judaisme) però també les religions tradicionals africanes i les religions orientals. La literatura clàssica francesa hi és igualment disponible.